# Lundomys molitor
Lundomys molitor (Winge, 1887) è un roditore della famiglia dei Cricetidi, unica specie del genere Lundomys (Voss & Carleton, 1993), diffuso nell'America meridionale.

## Descrizione

### Dimensioni
Roditore di grandi dimensioni, con la lunghezza della testa e del corpo tra 160 e 230 mm, la lunghezza della coda tra 95 e 255 mm, la lunghezza del piede tra 58 e 68 mm, la lunghezza delle orecchie di 25 mm e un peso fino a 250 g.

### Caratteristiche craniche e dentarie
Il cranio presenta un rostro robusto ed ottuso, una regione inter-orbitale stretta, gli zigomi convergenti e le placche zigomatiche ampie. I fori palatali sono lunghi. Gli incisivi superiori sono opistodonti, ovvero con le punte rivolte all'interno, sono lisci e giallo-arancioni brillanti. I molari sono bunodonti, ovvero con le cuspidi poco sviluppate.
Sono caratterizzati dalla seguente formula dentaria:

### Aspetto
La pelliccia è lunga, densa e soffice. Le parti dorsali variano dal giallo-brunastro al fulvo cosparse di peli grigiastri o nerastri particolarmente lungo la spina dorsale, i fianchi sono bruno-giallastri mentre le parti ventrali sono giallastre con la base dei peli grigi. Le orecchie sono piccole e finemente ricoperte di corti peli di colore simile al dorso. Le zampe sono bianche. I piedi sono larghi, palmati e con delle frangiature di peli argentati lungo i margini esterni. La pianta dei piedi è fornita di cinque piccoli cuscinetti carnosi. La coda è più lunga della testa e del corpo, è uniformemente scura, ricoperta di scaglie e con un ciuffo di peli all'estremità. Le femmine hanno quattro paia di mammelle. Sono presenti 12 paia di costole. Sono privi di cistifellea. Il cariotipo è 2n=52 FN=58.

## Biologia

### Comportamento
È una specie parzialmente acquatica e notturna. Costruisce nidi nei canneti sopra il livello dell'acqua.

### Alimentazione
Si nutre di parti vegetali.

## Distribuzione e habitat
Questa specie è diffusa nello stato brasiliano meridionale del Rio Grande do Sul e in Uruguay. Alcuni fossili sono stati rinvenuti nel Minas Gerais.
Vive negli acquitrini e in prossimità di fiumi e torrenti.

## Tassonomia
Sono state riconosciute 2 sottospecie:
- L.m.molitor: stato brasiliano del Rio Grande do Sul nord-occidentale;
- L.m.magnus (Hershkovitz, 1955): Uruguay.

## Conservazione
La IUCN Red List, considerato il vasto areale, la popolazione presumibilmente numerosa, classifica L.molitor come specie a rischio minimo (Least Concern).